# Zachary Wallace
Zachary Wallace (parfois appelé couramment Zach Wallace) né le 29 septembre 1999, est un joueur de hockey sur gazon anglais et britannique. Il évolue au poste de milieu de terrain ou d'attaquant au HGC et avec les équipes nationales anglaise et britannique.

## Carrière

### Coupe du monde
- Top 8 : 2018

### Championnat d'Europe
- Top 8 : 2019, 2021

### Jeux olympiques
- Top 8 : 2020